# 硅谷
矽谷（英語：Silicon Valley），是美國加利福尼亞州北部、舊金山灣區南部聖塔克拉拉谷的高科技工业园区的别称，是美国最大也是全世界最著名的科技公司和信息产业初创企业聚集区。硅谷的主要部分位于旧金山半岛南端的圣塔克拉拉县（Santa Clara County），主要是该县下属的帕罗奥图市（Palo Alto）到县府圣何塞市一段长约25英里（40）的谷地；而总范围一般还包含西南旧金山湾区。

## 硅谷的由来
硅谷这个词最早是由加利福尼亚企业家拉爾夫·瓦爾斯特（Ralph Vaerst）创造的，但却是由瓦爾斯特的朋友唐·霍夫勒在一系列关于电子新闻的标题中第一次使用的。1971年的1月11日开始被用于《每周商业》报纸电子新闻的一系列文章的题目──美国硅谷。之所以名字当中有一个“硅”字，是因为当地企业多数是从事加工制造高精度硅的半导体行业和电脑工业。而“谷”则是从聖塔克拉拉谷中得到的。而当时的硅谷就是旧金山湾南端沿着101号美国国道，从門洛公園、帕羅奧圖经山景城、桑尼維爾到硅谷的中心聖塔克拉拉，再经坎贝尔直达的这条狭长地带。硅谷这一名称慢慢替代了此地最初的昵称果树林（Valley of Heart's Delight）。

## 历史

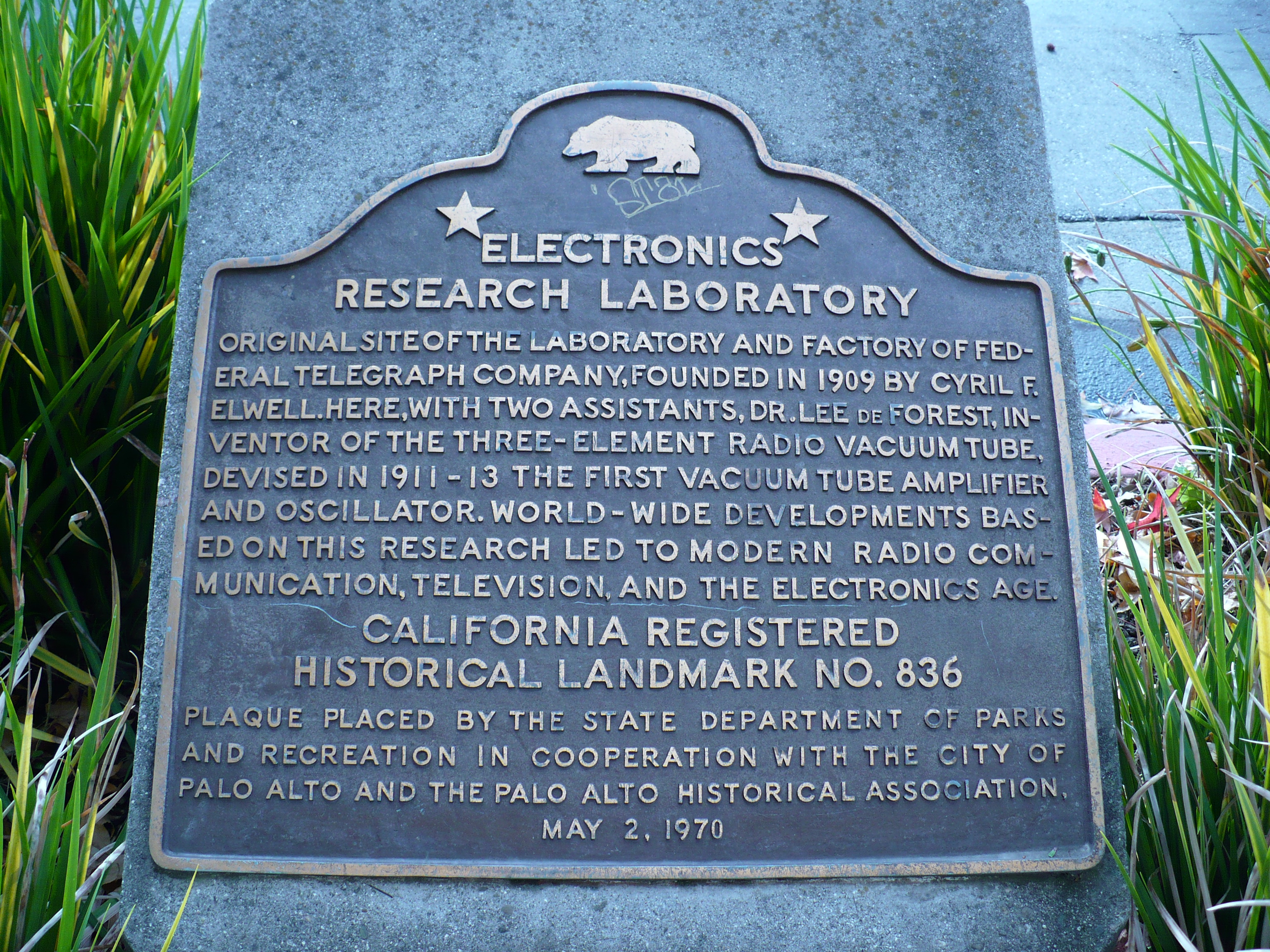
聯邦電報公司電子研究實驗室舊址。現為加利福尼亞州歷史地標

1909年，史丹佛大學畢業生西里爾·艾爾維爾購買了波爾森電弧無線電傳輸技術在美國的專利權，創校校長大卫·斯塔尔·乔丹與教授們提供天使投資，在帕羅奧圖成立聯邦電報公司。該公司於1912年贏得了海軍的合約，從該公司分拆出的公司包括美格福斯（1910年）、費雪研究實驗室與利頓工業。李·德富雷斯特在該公司發明了三極真空管，用於第一個電子放大器，開創了電子時代。
莫菲特聯邦機場於1933年啟用，起初是美国海军梅肯號飛船的基地，海軍航空研究基地也设于此，后来许多科技公司的商店都围绕着海军的研究基地而建立起来。但当海军把它大部分位于西海岸的工程项目转移到聖地牙哥时，NASA接手了海军原来的工程项目，不过大部分的公司却留了下来，当新的公司又搬来之后，这个区域逐渐成为被航空航天企业聚集区。
那个时候，此地还没有民用高科技企业，虽然这里有很多好的大学，可是学生们毕业之后，他们却选择到东海岸去寻找工作机会。斯坦福大学一个才华横溢的教授弗雷德里克·特曼发现了这一点，于是他在学校里选择了一块很大的空地用于不动产的发展，并设立了一些方案来鼓励学生们在当地发展他们的“創業投資（venture capital）”事業。在特曼的指导下，他的两个学生威廉·休利特和戴维·帕克特在一间车库里凭着538美元建立了惠普公司（Hewlett-Packard）一个跟美国国家航空航天局及美国海军没有任何关系的高科技公司。这间车库现在已经成为了硅谷发展的一个见证，被加州政府公布为硅谷发源地而成为重要的景点。
在1951年，特曼又有了一个更大的构想，那就是成立，这是第一个位于大学附近的高科技工业园区。園區里一些較小的工业建筑以低租金租给一些小的科技公司，今日，这些公司是重要的技术诞生地，可是在当时却并不为人所知。最开始的几年里只有几家公司安家于此，后来公司越来越多，他们不但应用大学最新的科技，同时又租用该校的土地，这些地租成为了斯坦福大学的经济来源，使斯坦福大学不断的兴旺发达。特曼在1950年代决定新的基础设施则应以“谷”为原则而建造。
正是在这种氛围下，一个著名的加利福尼亚人威廉·肖克利搬到了这里。威廉的这次搬家可以称得上是半导体工业的里程碑。1953年由于与同事的分歧而离开贝尔实验室。离婚之后孤身一人回到他获得科学学士学位的加州理工学院，在1956年他又搬到了距他母亲很近的加利福尼亚山景城去建立肖克利半导体实验室。在这之前的时期，尚未成型的半导体工业主要集中在美国东部的波士顿和纽约长岛地区。为了公司的发展，他特意从东部召来八位年轻人，这其中就有诺宜斯、摩尔。
在那他打算设计一种能够替代晶体管的元器件（现在熟知的肖克利二极管）来佔领市场。但在考虑设计得比“简单的”晶体管还要简单的这个问题时他却难住了。被困难难住的肖克利愈发变得偏执，他要求对职员进行测谎，并公布他们的薪金，这些事情惹恼了大家。在1957年，那八位优秀的年轻人集体跳槽，并在一位工业家謝爾曼·費爾柴爾德的资助下成立了仙童半导体公司，仙童公司总部位于纽约市，主要经营照相机。

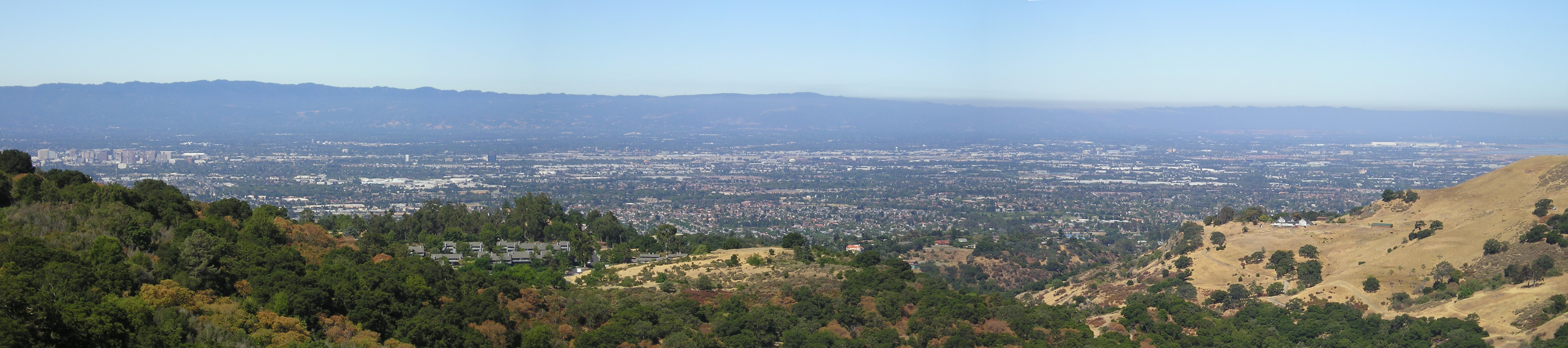
由北聖荷西（往西望市區在左邊的遠方），還有矽谷的其他地區。

由于诺宜斯发明了積體电路技术，可以将多个晶体管安放于一片单晶硅片上，使得快捷半導體公司（仙童公司）平步青云。而1965年摩尔总结了積體电路上面的晶体管数量每18个月翻一番的规律，也就是人们熟知的“摩尔定律”，这一定律虽然只是由1960年代的数据总结而成的，但是直到21世纪最初的那几年却依然有效。
后来的几年，这种事情又不断的上演，脱离控制的工程师不断的建立新的公司。1967年初，斯波克、雷蒙德等人决定离开仙童公司，自创美國國家半導體（National Semiconductor），总部位于圣克拉拉。而1968年仙童公司行销经理桑德斯的出走，又使世界上出现了超微科技这家公司。同年七月，诺宜斯、摩尔、葛洛夫又离开仙童成立了英特尔公司。今天的英特尔公司是世界上最大的半导体積體电路厂商，佔有80％的市场份额。
1981年仙童公司遭受了打擊。设在加州的晶片厂发生有毒溶液的泄漏，于是公司需要花费1200万美元来更换土壤和监测水质。从此，公司开始走向下坡路，最终消声匿迹，然而由仙童雇员所创建的公司在硅谷乃至全美国已超过百家。

## 著名的公司

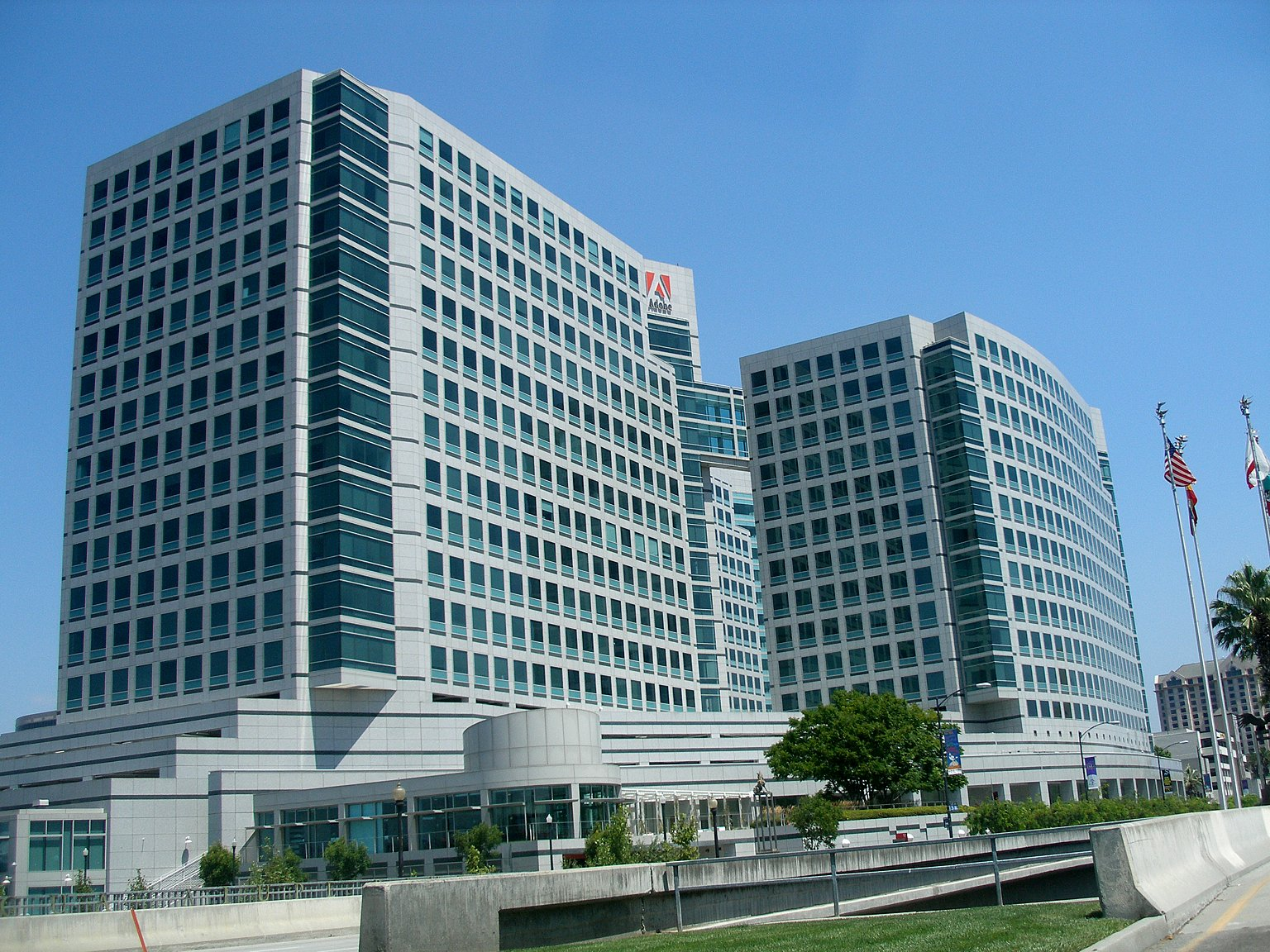
Adobe Systems

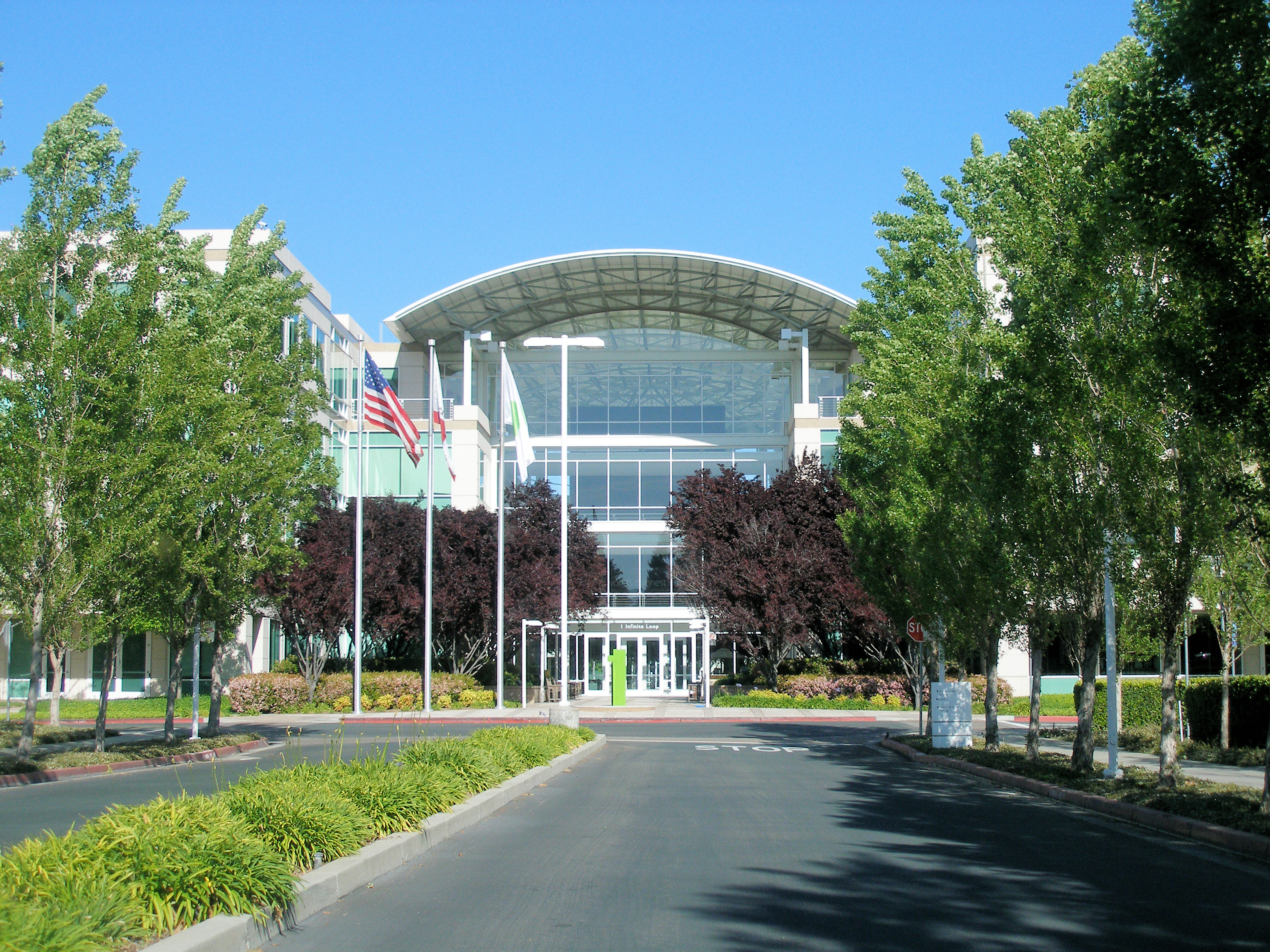
蘋果公司

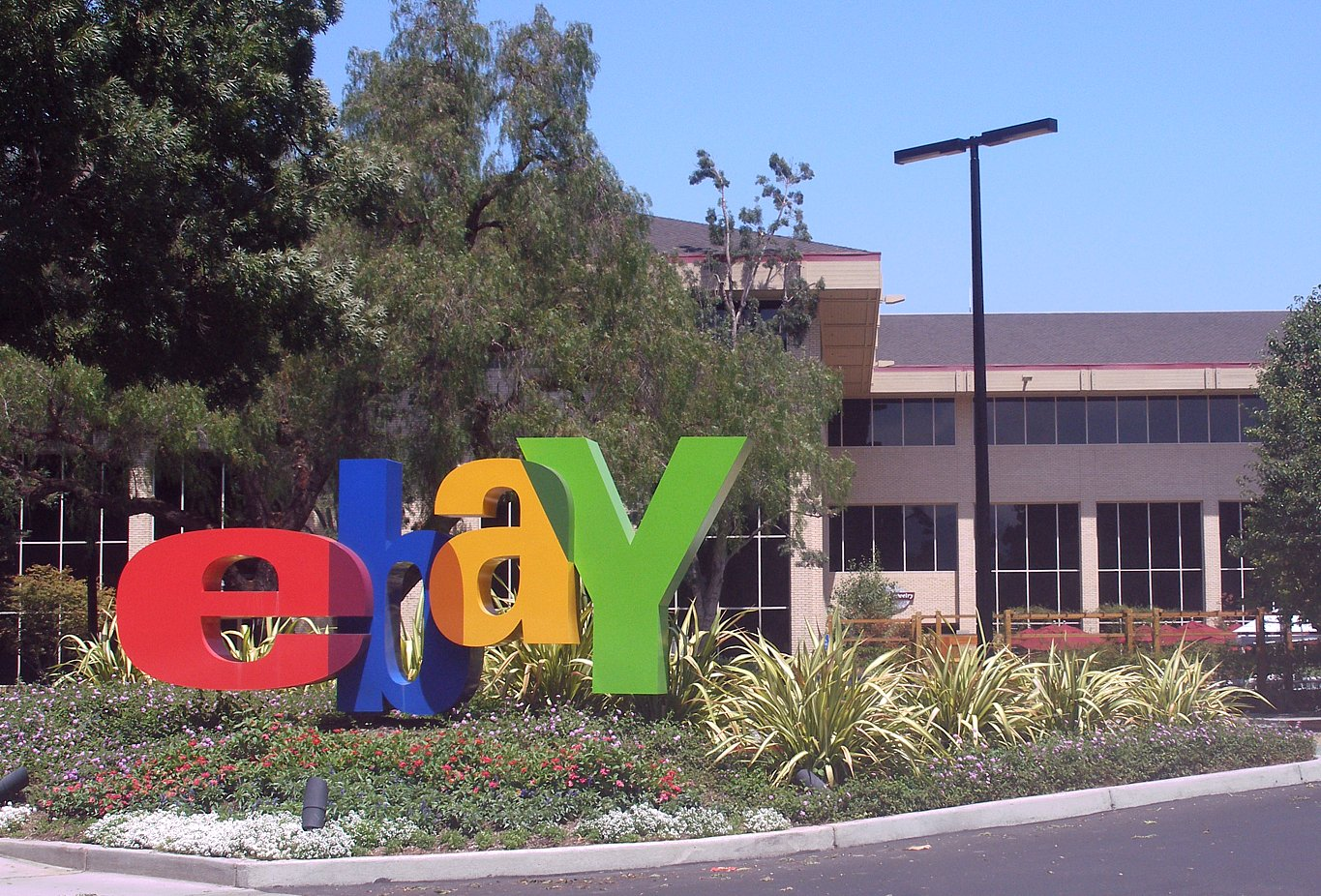
eBay

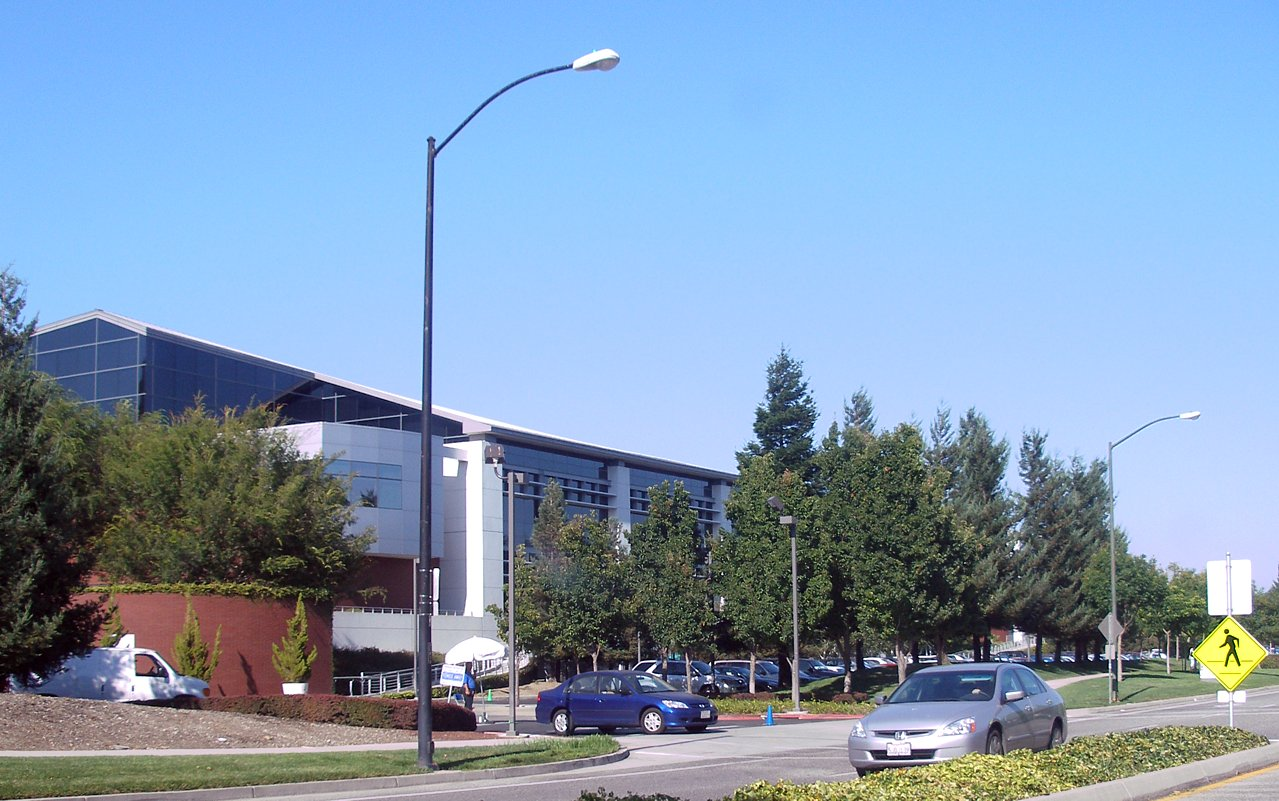
Google

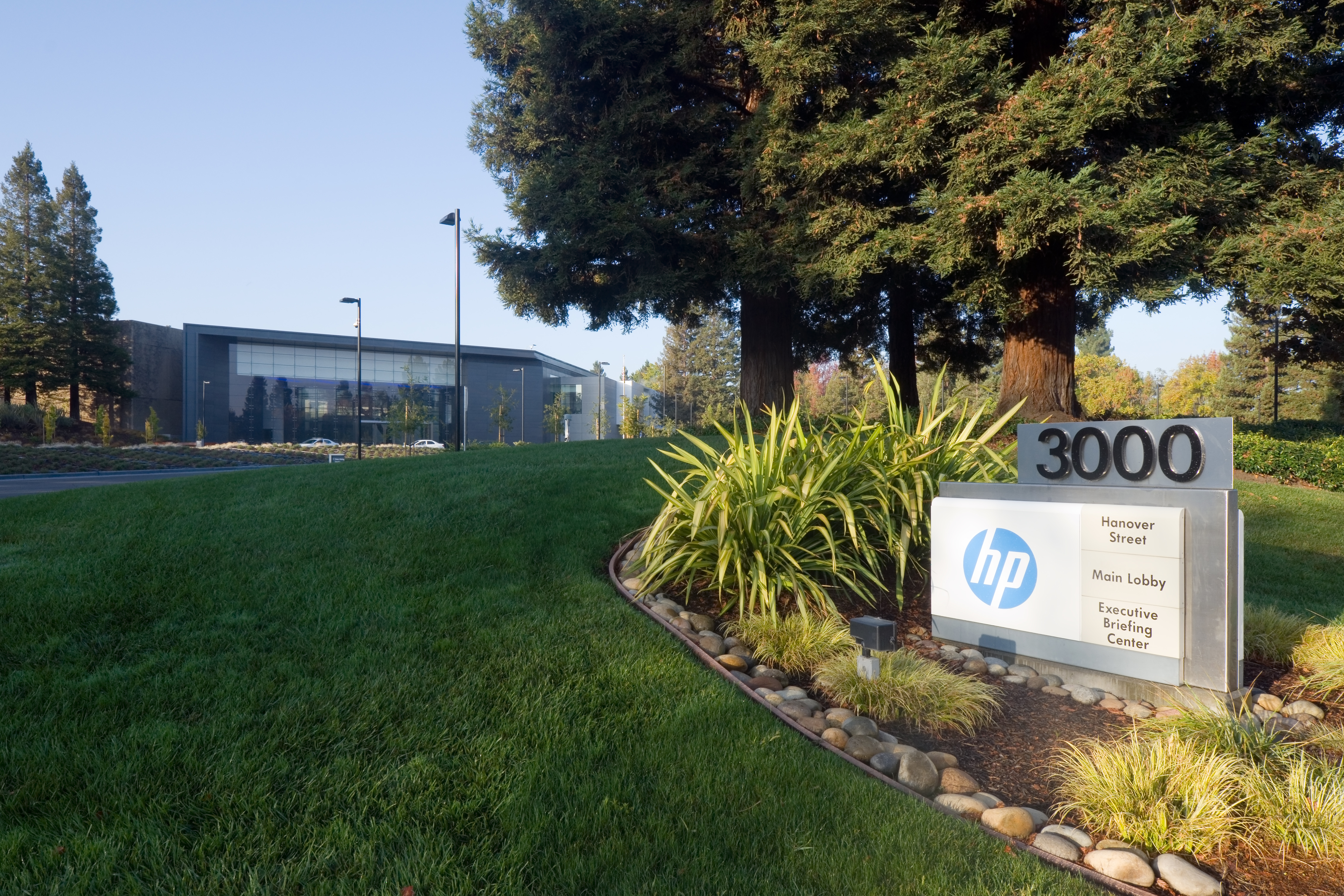
惠普

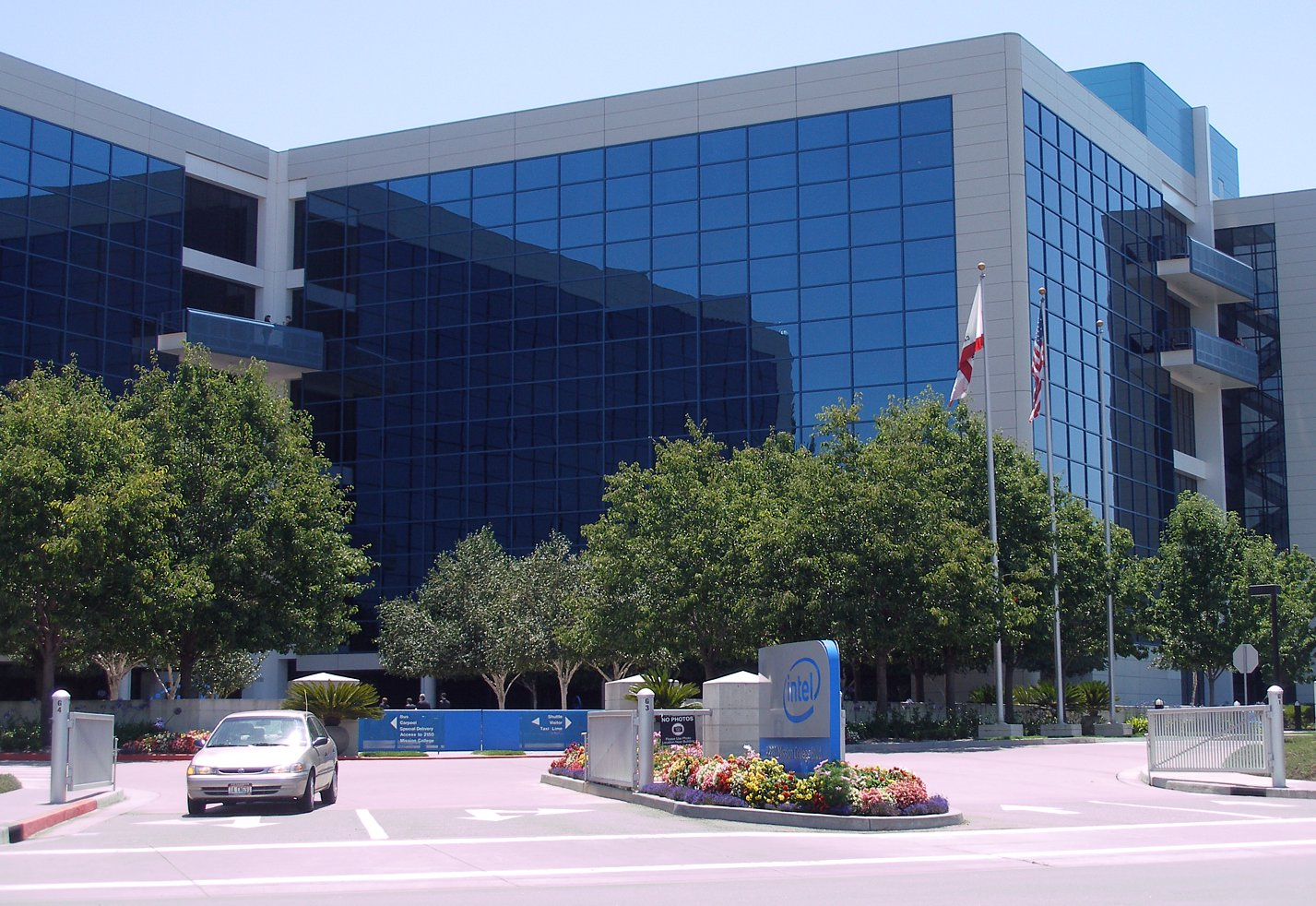
英特尔

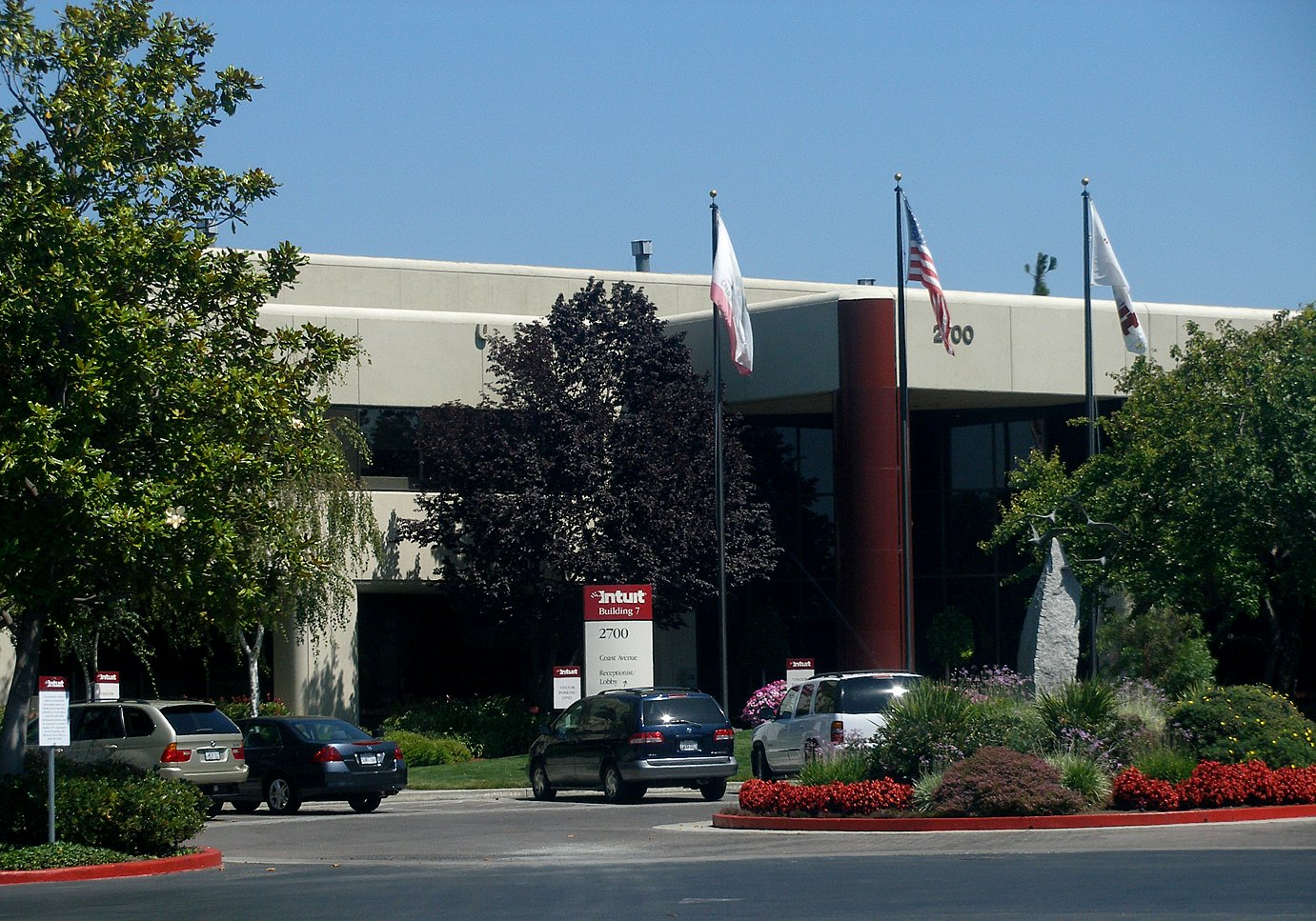
Intuit

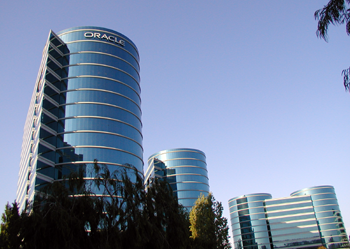
甲骨文公司

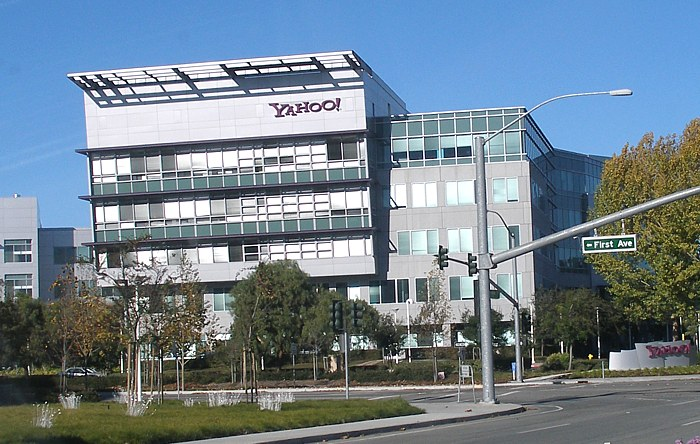
雅虎公司

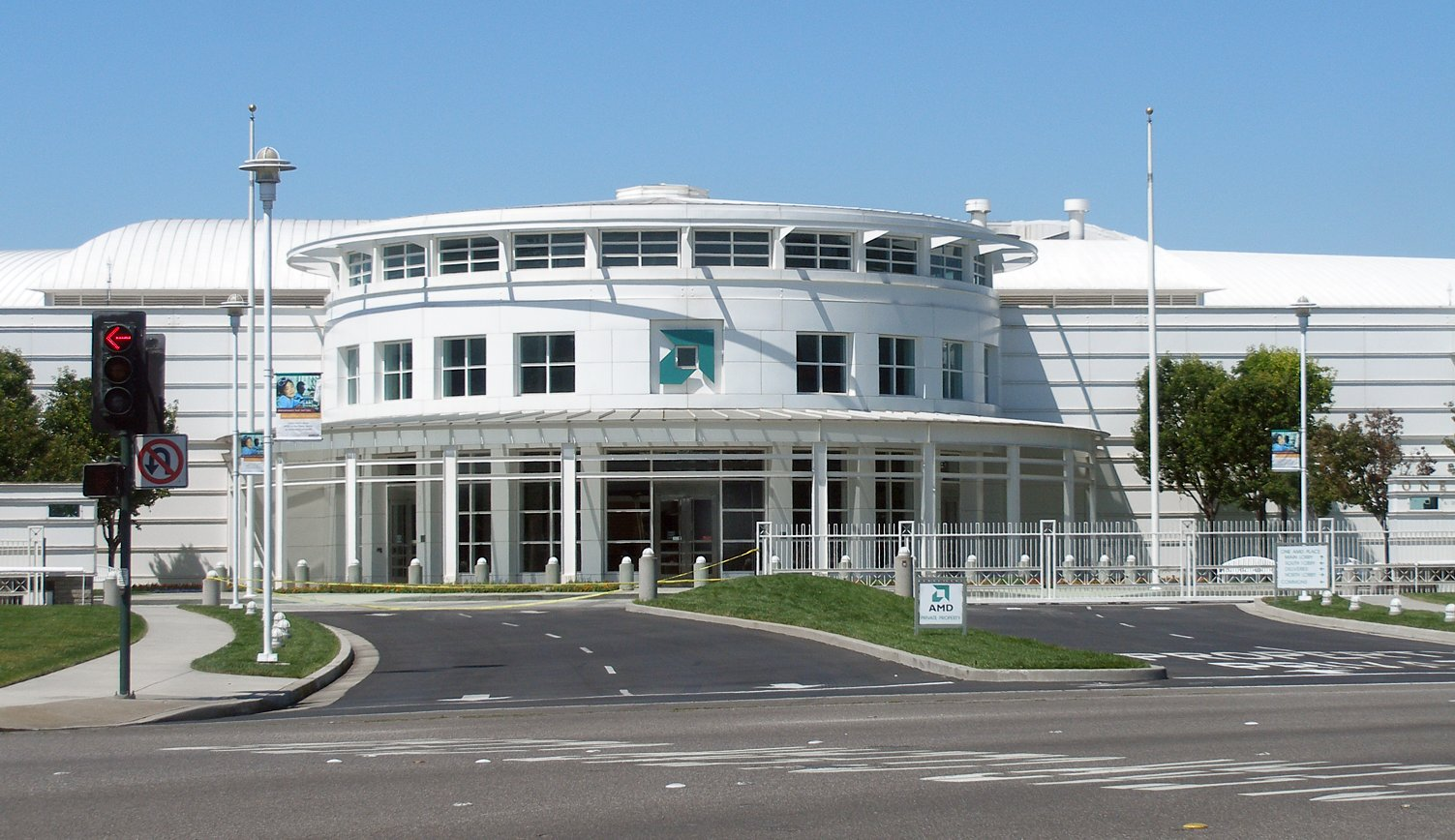
超微半导体公司（AMD）

上千所高科技公司的总部都设在硅谷；而以下的这些只是福布斯排名前500名之中的：
- Adobe Systems
- AMD
- Agilent Technologies
- Alphabet
- Apple
- Applied Materials
- Cisco Systems
- eBay
- EA
- Facebook
- Google
- HP
- Intel
- Intuit
- Juniper Networks
- LSI Logic
- Marvell
- Maxim Integrated Products
- National Semiconductor
- NetApp
- Netflix
- Nvidia
- Oracle Corporation
- Salesforce.com
- SanDisk
- Symantec
- Tesla Motors
- VISA
- VMware
- Western Digital
- Xilinx
- Yahoo!

另外其他著名的公司总部也設立於硅谷（包括倒閉和被兼併）：
- 3Com
- 8x8
- Akamai
- Altera
- Lab126
- Anritsu
- Asus
- Atari
- Atmel
- Broadcom
- BEA Systems
- Cadence Design Systems
- Dell
- EMC
- Fairchild Semiconductor
- Fujitsu
- Groupon
- HGST
- IDEO
- Infinera
- Infosys
- LinkedIn
- Logitech
- Maxtor
- McAfee
- Micron Technology
- Mozilla
- NXP Semiconductors
- Olivetti
- Opera Software
- Palm
- Panasonic
- PARC
- PayPal
- Pixar
- Qualcomm
- Quanta Computer
- Quora
- Rambus
- Samsung Electronics
- SAP AG
- Siemens
- Sony
- Sony Ericsson
- Sun Microsystems
- SunPower
- Synopsys
- Tibco Software
- Tesla Motors
- TiVo
- TSMC
- Twitter
- VeriSign
- VMware
- YouTube
- Zynga

## 著名的大学
- 斯坦福大学（Stanford University）
- 圣克拉拉大学（Santa Clara University）
- 聖荷西州立大学（San Jose State University）
- 卡内基·梅隆大学硅谷校区（Carnegie Mellon University Silicon Valley）
- 帕默脊骨神經醫學院（西校區）（Palmer College of Chiropractic, West）

以下大学不位于硅谷，而是有助于作为研究资源和新毕业生的来源：
- 加州大學柏克萊分校（University of California, Berkeley）
- 加州大學戴維斯分校（University of California, Davis）
- 加州大學聖塔克魯茲分校（University of California, Santa Cruz）
- 加州州立大學東灣分校（California State University, East Bay），原黑沃州立大学（California State University, Hayward）

## 姊妹園區
- 三角研究园
- 中关村
- 中板路
- 张江高科技园区
- 上海紫竹高新技术产业开发区
- 深圳科技园
- 武汉东湖新技术产业开发区
- 新竹科學工業園區
- 南部科學工業園區
- 中部科學工業園區
- 新北產業園區
- 內湖科學園區
- 崁頂工業園區
- 數碼港
- 科學園
- M4走廊
- 班加羅爾
- 希斯塔
- 硅林